# Gymnastik vid olympiska sommarspelen 1932
Gymnastiken vid de olympiska sommarspelen 1932 i Los Angeles bestod av 11 grenar i artistisk gymnastik och pågick från måndagen den 8 augusti till fredagen den 12 augusti 1932.

## Medaljörer
| Event                   | Guld                                                                               | Silver                                                                | Brons                                                                                              |
| Mångkamp, ind. detaljer | Romeo Neri Italien                                                                 | István Pelle Ungern                                                   | Heikki Savolainen Finland                                                                          |
| Mångkamp, lag detaljer  | Italien Oreste Capuzzo Savino Guglielmetti Mario Lertora Romeo Neri Franco Tognini | USA Frank Haubold Frank Cumiskey Al Jochim Fred Meyer Michael Schuler | Finland Mauri Nyberg-Noroma Ilmari Pakarinen Heikki Savolainen Einari Teräsvirta Martti Uosikkinen |
| Fristående detaljer     | István Pelle Ungern                                                                | Georges Miez Schweiz                                                  | Mario Lertora Italien                                                                              |
| Räck detaljer           | Dallas Bixler USA                                                                  | Heikki Savolainen Finland                                             | Einari Teräsvirta Finland                                                                          |
| Klubbsvingning detaljer | George Roth USA                                                                    | Philip Erenberg USA                                                   | William Kuhlemeier USA                                                                             |
| Barr detaljer           | Romeo Neri Italien                                                                 | István Pelle Ungern                                                   | Heikki Savolainen Finland                                                                          |
| Bygelhäst detaljer      | István Pelle Ungern                                                                | Omero Bonoli Italien                                                  | Frank Haubold USA                                                                                  |
| Ringar detaljer         | George Gulack USA                                                                  | Bill Denton USA                                                       | Giovanni Lattuada Italien                                                                          |
| Repklättring detaljer   | Raymond Bass USA                                                                   | William Galbraith USA                                                 | Thomas Connolly USA                                                                                |
| Tumbling detaljer       | Rowland Wolfe USA                                                                  | Edwin Gross USA                                                       | William Herrmann USA                                                                               |
| Hopp detaljer           | Savino Guglielmetti Italien                                                        | Al Jochim USA                                                         | Ed Carmichael USA                                                                                  |

## Medaljtabell
| Pl.    | Nation  | Guld | Silver | Brons | Totalt |
| ------ | ------- | ---- | ------ | ----- | ------ |
| 1      | USA     | 5    | 6      | 5     | 16     |
| 2      | Italien | 4    | 1      | 2     | 7      |
| 3      | Ungern  | 2    | 2      | 0     | 4      |
| 4      | Finland | 0    | 1      | 4     | 5      |
| 5      | Schweiz | 0    | 1      | 0     | 1      |
| Totalt | Totalt  | 11   | 11     | 11    | 33     |

## Deltagande nationer
Totalt deltog 46 gymnaster.
- Finland (5)
- Ungern (4)
- Italien (7)
- Japan (6)
- Mexiko (3)
- Schweiz (1)
- USA (20)